# هنری مک‌هنری
هنری مک‌هنری (به انگلیسی: Henry McHenry) (زاده ۱۹ مه ۱۹۴۴) استاد انسان‌شناسی دانشگاه کالیفرنیا، دیویس، متخصص تکامل انسان، پیدایش راه رفتن بر روی دو پا و دیرین‌مردم‌شناسی است.
مک‌هنری مقاله‌هایی در زمینه مقایسه سنگواره‌های نخستی‌ها منتشر کرده‌است. یافته‌های او در ژورنال‌هایی مانند ساینس، نیویورک تایمز، دیسکاور و نشنال جئوگرافیک منتشر شده‌است.
او کارشناسی و کارشناسی ارشد را از دانشگاه یوسی دیویس و پی‌اچ‌دی را از هاروارد دریافت کرده‌است.